# Renzo Rubino
Renzo Rubino (1988, Martina Franca, Italia) este un cântăreț Italian.

## Discografie

### Albume
- 2011 - Farfavole
- 2013 - Poppins

### Single-uri
- 2013 - Il postito (amami uomo)

### Videoclipuri musicale
- 2013 - Il postino (amami uomo)

## Festivalul de muzică de la San Remo
2013 - cu Il postino (amami uomo) - autori: Renzo Rubino și A. Rodini.